# Piper hebetifolium
Piper hebetifolium là một loài thực vật có hoa trong họ Hồ tiêu. Loài này được W.C. Burger miêu tả khoa học đầu tiên năm 1971.